# Anton Tone Pavlović
Anton - Tone Pavlović (Križpolje, 21. lipnja 1884. − Križpolje, 20. rujna 1941.) je bio hrvatski političar i veleposjednik, sin hrvatskog narodnog zastupnika u Hrvatskom saboru Milana Pavlovića. Jedan je od najznačajnijih ličkih političara svoga vremena.

## Životopis
Rodio se je u Križpolju 1884. godine. U Zagrebu na Gornjem gradu pohađao je klasičnu gimnaziju. U prvom svjetskom ratu bio je mobiliziran. Bio je konjanički poručnik. Zbog ranjavanja povučen je s bojišta u Varaždin u pozadinsku službu. Na trima je izborima izabran za narodnog zastupnika HSS-a. 1939. je godine imenovan za senatora.
Bio je u beogradskoj Skupštini kad je Puniša Račić izvršio atentat na Stjepana Radića. U tom je sazivu bio kao zastupnik za kotar Brinje. U prvom su redu sjedili Đuro Basariček, Ivan Granđa, Ivan Pernar, Svetozar Pribičević, Stjepan Radić, a iza njih Rude Bačinić, Stjepan Košutić, Jakov Jelašić, Stipe Matijević i Anton Pavlović.
Kad je Račić izvadio revolver, Bačinić i Pavlović su dotrčali su upozoriti predsjedavajućeg, na što se ovaj nije osvrnuo.